# Município de Pleasant (condado de Franklin, Ohio)
O município de Pleasant (em inglês: Pleasant Township) é um município localizado no condado de Franklin no estado estadounidense de Ohio. No ano de 2010 tinha uma população de 6.671 habitantes e uma densidade populacional de 59,11 pessoas por km².

## Geografia
O município de Pleasant encontra-se localizado nas coordenadas 39° 52′ 04″ N, 83° 11′ 40″ O. Segundo a Departamento do Censo dos Estados Unidos, o município tem uma superfície total de 112.86 km², da qual 111.3 km² correspondem a terra firme e (1.38%) 1.55 km² é água.

## Demografia
Segundo o censo de 2010, tinha 6.671 habitantes residindo no município de Pleasant. A densidade populacional era de 59,11 hab./km². Dos 6.671 habitantes, o município de Pleasant estava composto pelo 96.7% brancos, o 0.84% eram afroamericanos, o 0.21% eram amerindios, o 0.45% eram asiáticos, o 0.01% eram insulares do Pacífico, o 0.51% eram de outras raças e o 1.27% pertenciam a duas ou mais raças. Do total da população o 1.18% eram hispanos ou latinos de qualquer raça.